# Altair (gwiazda)
Altair (Alfa Aquilae, α Aql) – najjaśniejsza gwiazda w gwiazdozbiorze Orła, dwunasta pod względem jasności gwiazda nocnego nieba. Jest oddalona od Słońca o 16,7 roku świetlnego.

## Nazwa
Tradycyjna nazwa tej gwiazdy, Altair, wywodzi się od arabskiego wyrażenia ‏النسر الطائر‎ Al Naṣr al Ṭāïr, znaczącego „lecący orzeł”. Odnosiło się ono do tej gwiazdy oraz sąsiednich gwiazd Beta Aquilae (Alshain) i Tarazed. Almagest Ptolemeusza wymieniał tę gwiazdę pod nazwą stgr. Ἀετός Aetos („orzeł”), która była znana już kilka stuleci wcześniej i miała prawdopodobnie pochodzenie mezopotamskie. Międzynarodowa Unia Astronomiczna w 2016 roku formalnie zatwierdziła użycie nazwy Altair dla określenia tej gwiazdy.

## Charakterystyka obserwacyjna

Położenie gwiazdy w gwiazdozbiorze Orła

Altair tworzy jeden z trzech wierzchołków charakterystycznego asteryzmu trójkąta letniego, w Polsce najlepiej widocznego wiosną i latem; pozostałe wierzchołki to Wega i Deneb.

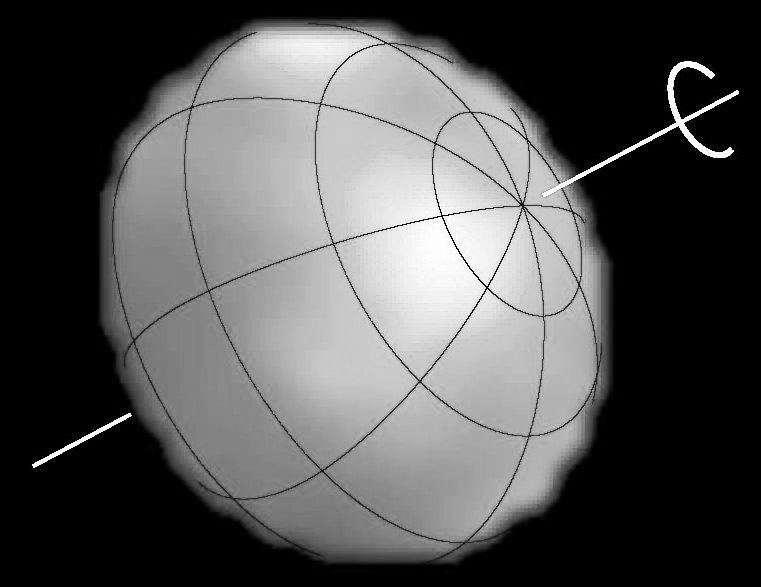
Obraz tarczy Altaira z zaznaczeniem osi obrotu (CHARA)

Ze względu na bliskość, Altair był jedną z pierwszych gwiazd (a pierwszą typu słonecznego), których tarcze udało się bezpośrednio zaobserwować; dokonano tego w 2006 roku (wyniki badań opublikowano w 2007) za pomocą czterech teleskopów wchodzących w skład interferometru CHARA Array w Mount Wilson Observatory. Obserwacje te potwierdziły przewidziany wcześniej teoretycznie efekt tzw. „grawitacyjnego pociemnienia” – obecność ciemniejszego (czyli chłodniejszego) pasa w okolicach równika gwiazdy, które jest wynikiem spłaszczenia otoczki gwiazdy wskutek obrotu.
Altair ma sześciu optycznych kompanów oznaczonych literami B–G, o wielkości gwiazdowej 10,3 – 13m, odległych o 26,8–292,4″ (pomiary z 2015 r.). Gwiazdę wyróżnia jednak odmienny, szybki ruch własny – przemieszcza się ona na niebie o stopień w czasie około 5000 lat.

## Charakterystyka fizyczna
Jest to biała gwiazda ciągu głównego, należąca do typu widmowego A. Jest około 10,6 razy jaśniejsza od Słońca, a średnica 1,8 razy większa niż Słońca. W 1999 roku za pomocą satelity Wide Field Infrared Explorer (WIRE) dokonano pomiarów, z których wynikało iż jasność gwiazdy waha się o wartości rzędu kilku tysięcznych magnitudo w okresach rzędu poniżej 2 godzin. W wyniku tych badań, w 2005 roku Altair został zaklasyfikowany do gwiazd zmiennych typu Delta Scuti.

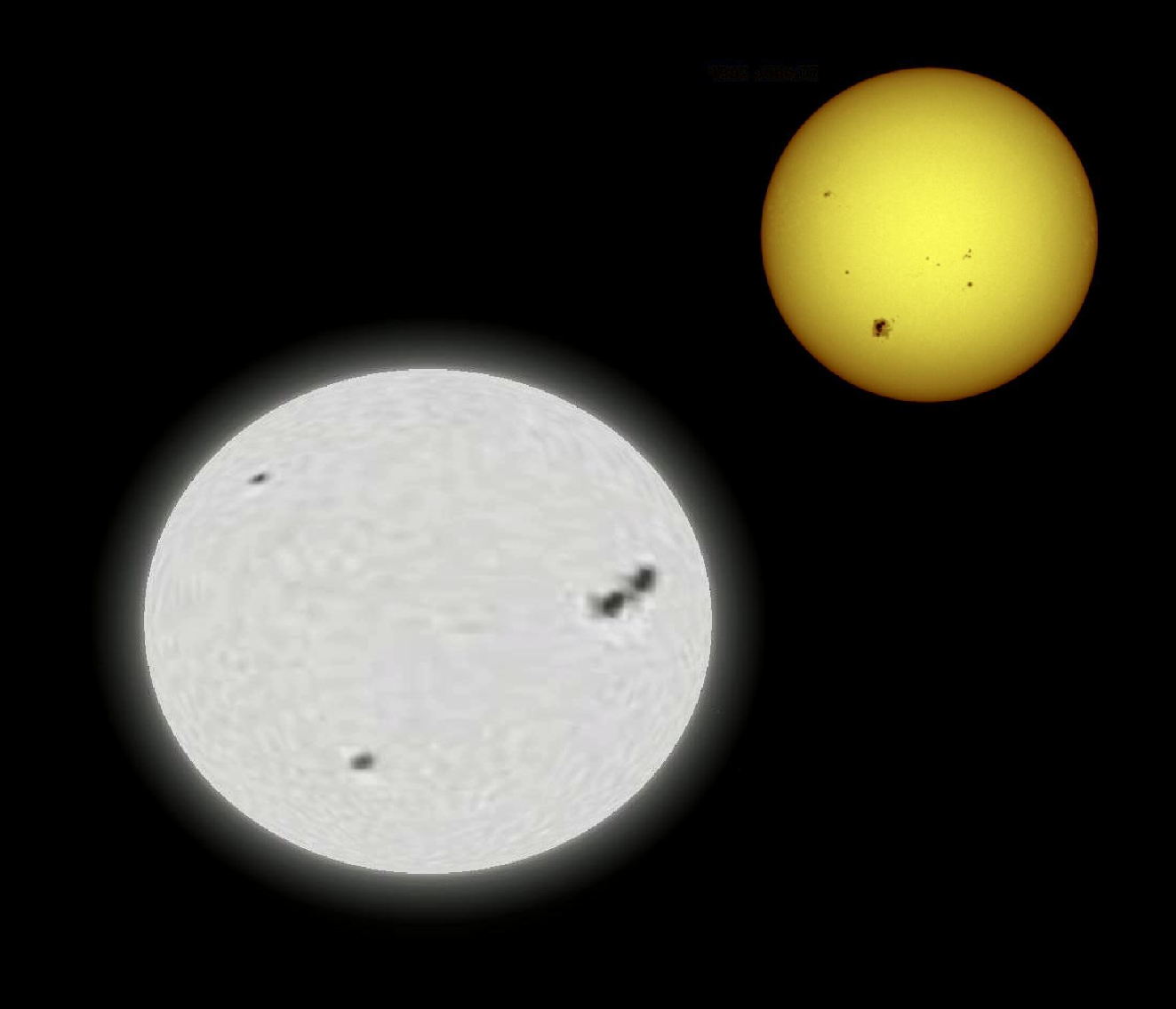
Porównanie Altaira i Słońca; zauważalne spłaszczenie pierwszej gwiazdy jest wynikiem szybkiego obrotu wokół osi

Badania wykazały, że Altair z wielką szybkością obraca się wokół własnej osi. Prawdopodobnie czas jednego obrotu wynosi około 10,4 h (Słońce – 25,4 dób). Po uwzględnieniu kąta nachylenia osi obrotu Altaira do kierunku obserwacji, okazuje się, że jego średnica równikowa jest o 14% większa niż średnica biegunowa. Temperatura powierzchniowa tej gwiazdy waha się od ok. 6860 K na równiku do ok. 8450 K na biegunach – na równiku więcej materii dzieli powierzchnię od jądra gwiazdy.

## Znaczenie kulturowe
Altair był wiązany z ptakiem drapieżnym przez wiele starożytnych ludów zachodniej Azji. Nad Eufratem nazywano go Idchu („orzeł”) lub Erigu („potężny ptak”), Persowie nazywali go Muru („ptak”); w Sogdianie nosił nazwę Shad Mashir, a w Chorezmie Sadmasjij – obie oznaczały „szlachetnego sokoła”. Dla Hindusów Altair, Alshain i Tarazed tworzą 21. nakszatrę (konstelację) Śrawana, „Ucho” i reprezentują trzy kroki boga Wisznu. W astrologii Altair miał zapowiadać zagrożenie ze strony gadów.